# Skrunda (novads)
Skrunda (łot.: Skrundas novads) – jeden z łotewskich novadsów, funkcjonujący w latach 2009–2021.

## Historia
Novads powstało na terenach należących przed 2009 do rejonu Kuldyga.
W skład novadsu wchodziło miasto Skrunda oraz cztery pagastsy: Nīkrāce, Raņķi, Rudbārži i Skrunda. Jego stolicą zostało miasto Skrunda.
Zlikwidowany w ramach reformy administracyjnej 30 czerwca 2021. Wszedł w całości w skład nowego novadsu Kuldyga.